# William Henry Perkin den yngre
William Henry Perkin den yngre, född 17 juni 1860 i Sudbury, Middlesex, död 17 september 1929 i Oxford, var en engelsk kemist. Han var son till William Henry Perkin den äldre. 
Perkin studerade i London, Würzburg och München. Han var 1887–1892 professor i kemi i Edinburgh och flyttade sedan i samma egenskap först till Manchester, sedan (1912) till Oxford (som  Waynflete Professor of Chemistry). Han var president för Chemical Society och blev 1920 ledamot av Vetenskapssocieteten i Uppsala. Perkin offentliggjorde ett stort antal arbeten inom den organiska kemin. År 1904 tilldelades han Davymedaljen och 1925 Royal Medal.